# St. Josef (Oldenburg)
St. Josef ist eine römisch-katholische Pfarrkirche in der niedersächsischen Großstadt Oldenburg. Sie steht unter dem Patrozinium des Heiligen Josef und gehört zum Bistum Münster. Das Gotteshaus ist eine Saalkirche im Stil der Moderne und bietet 440 Gläubigen Platz.

## Geschichte
Oldenburg wuchs nach dem Zweiten Weltkrieg vor allem durch die vielen Vertriebenen und Flüchtlinge aus Mittel- und Osteuropa stark an. Weit über 22.000 Katholiken fanden dort eine neue Heimat. Die beiden vorhandenen katholischen Kirchen, St. Peter (Mitte) und Heilig Geist (Osten), konnten die größere Zahl der Gottesdienstteilnehmer nicht mehr fassen. 1951 übernahm ein Herz-Jesu-Priester die Seelsorge im Stadtsüden. Als Notkirche gab es nur eine alte Baracke, die schon bald zu klein wurde. 
Um regelmäßig Gottesdienste für alle Gläubigen im Stadtteil Bümmerstede feiern zu können, wünschten sich die katholischen Einwohner ein eigenes Gotteshaus mit dem Namen „St. Josef“. Der Grund war, dass der Heilige Josef, der Ehemann von Maria und der Nähr- bzw. Ziehvater von Jesus, den Beruf des Zimmermanns hatte und die Wohnsiedlung im Südrand der Stadt größtenteils aus Handwerkern und deren Familien bestand.
Die vom Architekten Gerd Rohling (Cloppenburg) entworfene neue Kirche wurde 1965/1966 gebaut und durch Weihbischof Heinrich Tenhumberg, dem späteren Bischof von Münster, am 30. Oktober 1966 geweiht.
Die Kirche ist ein moderner Rundbau und war in ersten Jahrzehnten auch die Garnisonkirche für die im Stadtsüden stationierten Soldaten. Neben dem Gotteshaus stehen ein Gemeindezentrum, ein Pfarrhaus und ein 37 Meter hoher Glockenturm, der wegen seiner sehr schlanken Kegelform an eine stehende Rakete erinnert.
Zur 2006 neu gegründeten Kirchengemeinde St. Josef gehören die drei Filialkirchen St. Michael (Oldenburg-Kreyenbrück), St. Ansgar (Hatten-Sandkrug) und Heilige Drei Könige (Wardenburg). Am 1. Januar 2024 schlossen sich die drei Oldenburger Pfarren St. Josef, St. Willehad und St. Marien sowie fünf Kirchengemeinden aus benachbarten Landkreisen zusammen zum Katholischen Kirchenverband „Pastoraler Raum Oldenburg-Delmenhorst“ mit Sitz in Oldenburg.

## Schutzkonzept
2017 erarbeitete eine Steuerungsgruppe von St. Josef ein umfassendes Schutzkonzept zur Verhinderung von sexualisierter Gewalt. Durch die Verwirklichung dieses Präventionskonzepts sollen sich alle Menschen und nicht nur Kinder und Jugendliche, sondern auch schutz- oder hilfsbedürftige Erwachsene in der Gemeinde sicher und wohl fühlen.
Die haupt- und ehrenamtlichen Mitarbeiter der Pfarrgemeinde S. Josef sind verpflichtet regelmäßig an Präventionsschulungen von Referenten der Oldenburger Katholischen Freiwilligendienste teilzunehmen. Ein Handlungsleitfaden beschreibt genau die Verfahrensweise im Verdachtsfall von sexualisierter Gewalt in der Kirchengemeinde.
Alle vier Jahre überprüft ein durch den Pfarreirat berufener Arbeitskreis „Prävention“ das institutionelle Schutzkonzept und führt bei Bedarf aktuelle Überarbeitungen durch.

## Glocken
Im Turm des Gotteshauses St. Josef hängen die folgenden vier Kirchenglocken, die in der Glockenstadt Gescher gegossen wurden.
- Glocke 1: Schlagton: f1, Ø 114 cm, Gießer: Petit und Edelbrock, Gussjahr: 1966[6]
- Glocke 2: Schlagton: as1, Ø 98 cm, Gießer: Petit und Edelbrock, Gussjahr: 1966
- Glocke 3: Schlagton: b1, Ø 86 cm, Gießer: Petit und Edelbrock, Gussjahr: 1966
- Glocke 4: Schlagton: des1, Ø 71 cm, Gießer: Petit und Edelbrock, Gussjahr: 1966

## Orgel
Von der Firma Siegfried Sauer (Höxter-Ottbergen) wurde 1989 die Kirchenorgel erbaut. Die Disposition entstand in Zusammenarbeit mit Werner Haselier und Oliver Dierks. Eine Reparatur erfolgte im Jahr 2000 durch Orgelbau Alfred Führer (Wilhelmshaven).
Die Orgel besitzt ein Hauptwerk (C-g3), ein Schwellwerk (C–g3) und ein Pedal (C–f1). Das Schleifladen-Instrument hat 27 Register. Die Spieltraktur ist mechanisch und die Registertraktur elektrisch. Außerdem gibt es einen 64-fachen Setzer.